# 安托尼夫卡 (托馬什皮利區)
48°31′43″N 28°25′53″E / 48.52861°N 28.43139°E
安托尼夫卡（烏克蘭語：Антонівка）是位於烏克蘭西南部文尼察州裏圖利欽區的村莊，始建於1750年，面積4.78平方公里，海拔高度209米，2001年人口1,488，人口密度每平方公里311.3人。